# Ушкудуцький сільський округ
Ушкуду́цький сільський округ (каз. Үшқұдық ауылдық округі, рос. Ушкудукский сельский округ) — адміністративна одиниця у складі Алгинського району Актюбінської області Казахстану. Адміністративний центр — село Ушкудик.
Населення — 1618 осіб (2021; 1341 у 2009, 1690 у 1999, 1974 у 1989).
Станом на 1989 рік існувала Ключова сільська рада (села Богословка, Лугове, Петровка). 2007 року Ключовий сільський округ перейменовано в сучасну назву

## Склад
До складу округу входять такі населені пункти:
| Населений пункт | Стара назва | Населення, осіб (1989) | Населення, осіб (1999) | Населення, осіб (2009) | Населення, осіб (2021) |
| --------------- | ----------- | ---------------------- | ---------------------- | ---------------------- | ---------------------- |
| Аксазди, село   | Петровка    | 259                    | 208                    | 109                    | 64                     |
| Жеруйик, село   | Лугове      | 235                    | 183                    | 200                    | 208                    |
| Ушкудик, село   | Богословка  | 1480                   | 1299                   | 1032                   | 1346                   |